# Campina Grande do Sul (kommun)
Campina Grande do Sul är en kommun i Brasilien.   Den ligger i delstaten Paraná, i den södra delen av landet, 1 000 km söder om huvudstaden Brasília. Antalet invånare är 38 756.
Följande samhällen finns i Campina Grande do Sul:
- Campina Grande do Sul

I omgivningarna runt Campina Grande do Sul växer i huvudsak städsegrön lövskog. Runt Campina Grande do Sul är det mycket glesbefolkat, med 4 invånare per kvadratkilometer.